# San Tirso de Abres
San Tirso de Abres (asztúriai nyelven San Tiso d'Abres) község Spanyolországban, Asztúria autonóm közösségben. San Tirso de Abres Vegadeo, Taramundi, A Pontenova és Trabada községekkel határos. Lakosainak száma 400 fő (2024).

## Népesség
A település népessége az utóbbi években az alábbiak szerint változott:
| Lakosok száma | 636  | 612  | 576  | 556  | 521  | 498  | 447  | 410  | 408  | 400  |
|               | 2001 | 2004 | 2007 | 2009 | 2012 | 2014 | 2017 | 2019 | 2022 | 2024 |